# Beaumont-Village
Beaumont-Village is een gemeente in het Franse departement Indre-et-Loire (regio Centre-Val de Loire) en telt 242 inwoners (1999). De plaats maakt deel uit van het arrondissement Loches.

## Geografie
De oppervlakte van Beaumont-Village bedraagt 18,6 km², de bevolkingsdichtheid is 13,0 inwoners per km².
De onderstaande kaart toont de ligging van Beaumont-Village met de belangrijkste infrastructuur en aangrenzende gemeenten.

## Demografie
Onderstaande figuur toont het verloop van het inwonertal (bron: INSEE-tellingen).